# Roccantica
Roccantica è un comune italiano di 530 abitanti della provincia di Rieti nel Lazio.

## Geografia fisica

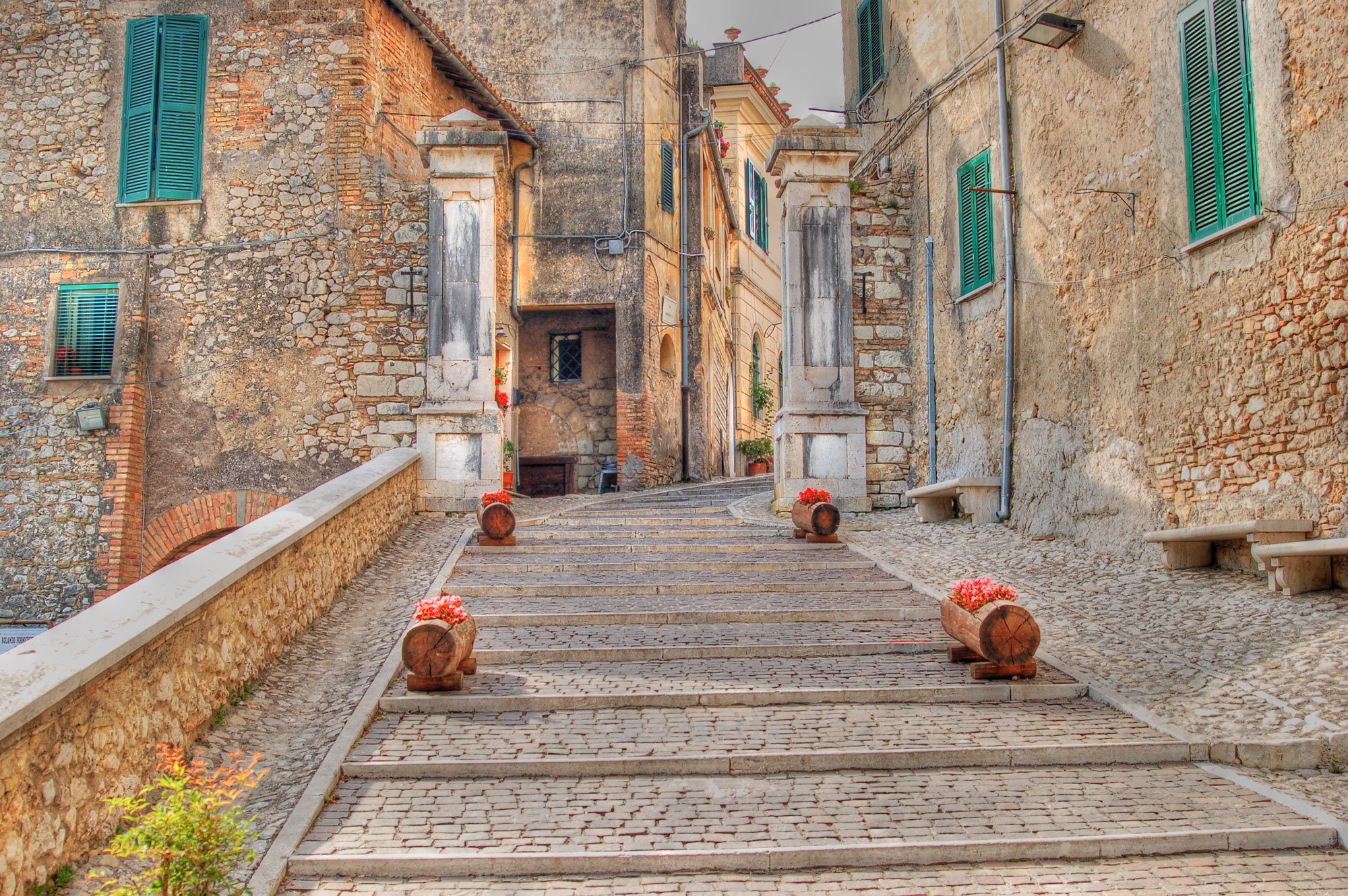
Una via di Roccantica

### Territorio
Roccantica sorge a 457 metri di altezza sul livello del mare, su un costone del Monte Pizzuto, che arriva ad un'altezza di 1.288 m s.l.m., nel territorio comunale il picco del Monte Menicoccio, è di 1.204 m s.l.m

### Clima
Classificazione climatica: zona E, 2196 GR/G

## Monumenti e luoghi d'interesse

### Architetture civili e militari
- Torre di Niccolò II è ciò che resta delle origini del Borgo, originariamente protetto da una triplice cerchia di mura. Costruita prima dell’anno Mille, la torre ha sezione quadrata ed ha il nome del papa con il quale i Roccolani, parteggiarono contro Benedetto X. Niccolò II ricompensò la fedeltà del popolo con vari privilegi.

### Architetture religiose
Sono di notevole interesse le chiese gotiche di San Valentino e di Santa Caterina; quest'ultima è stata affrescata nel 1430 da Pietro Coleberti con otto dipinti sulla vita della santa Caterina d'Alessandria.

### Aree naturali
Nel territorio comunale di Roccantica esiste la grande dolina, nota come Revotano, del diametro di circa 250 metri, in cui, secondo una leggenda locale, sarebbe sprofondato il precedente villaggio.

## Società

### Evoluzione demografica
Abitanti censiti

## Amministrazione
Nel 1923 passa dalla provincia di Perugia in Umbria, alla provincia di Roma nel Lazio, e nel 1927, a seguito del riordino delle circoscrizioni provinciali stabilito dal regio decreto n. 1 del 2 gennaio 1927, per volontà del governo fascista, quando venne istituita la provincia di Rieti, Roccantica passa a quella di Rieti, venendo allo stesso tempo accorpata al comune di Aspra Sabina.

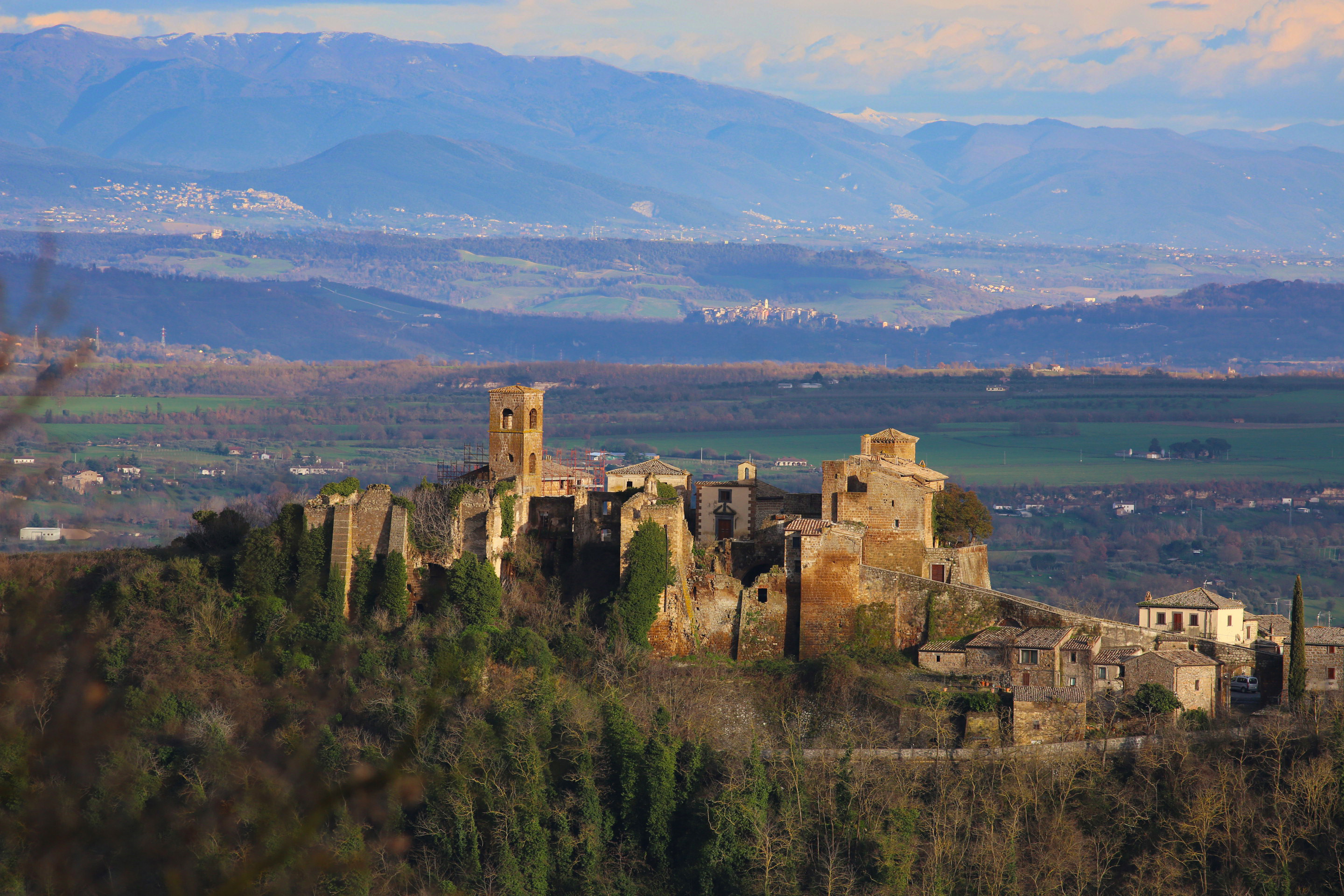
Panorama della Valle del Tevere da Celleno, sullo sfondo Roccantica.

Nel 1939 viene nuovamente staccata da Aspra Sabina, riacquistando dignità comunale.
| Periodo | Periodo   | Primo Cittadino    | Partito                          | Carica  | Note       |
| ------- | --------- | ------------------ | -------------------------------- | ------- | ---------- |
| 1995    | 1999      | Riccardo Bianchini | lista civica                     | Sindaco |            |
| 1999    | 2004      | Riccardo Bianchini | lista civica                     | Sindaco |            |
| 2004    | 2009      | Loretta Sabatini   | lista civica                     | Sindaco |            |
| 2009    | 2014      | Riccardo Bianchini | lista civica                     | Sindaco |            |
| 2014    | 2019      | Alberto Sciarra    | lista civica Patto per la Sabina | Sindaco |            |
| 2019    | in carica | Alberto Sciarra    | lista civica Per Roccantica      | Sindaco | 2º mandato |

### Altre informazioni amministrative
- Fa parte della Comunità montana "Sabina"

## Altri progetti

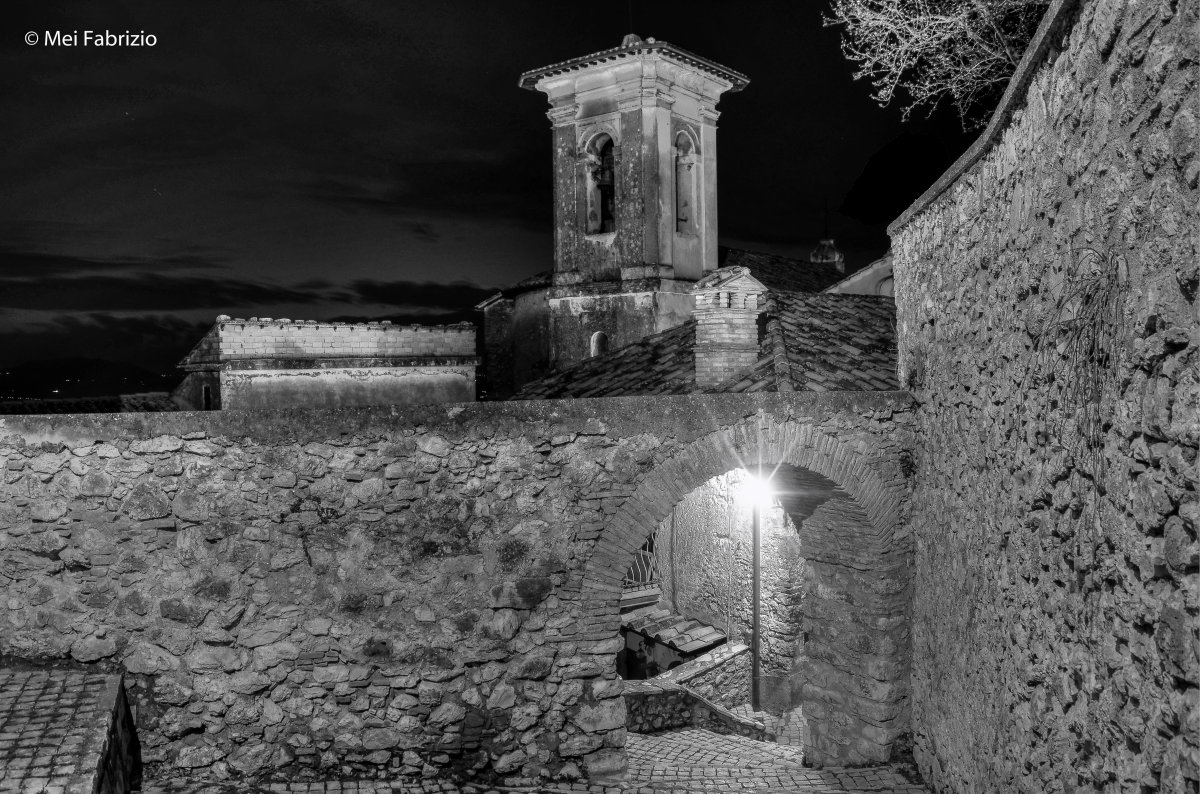
Roccantica

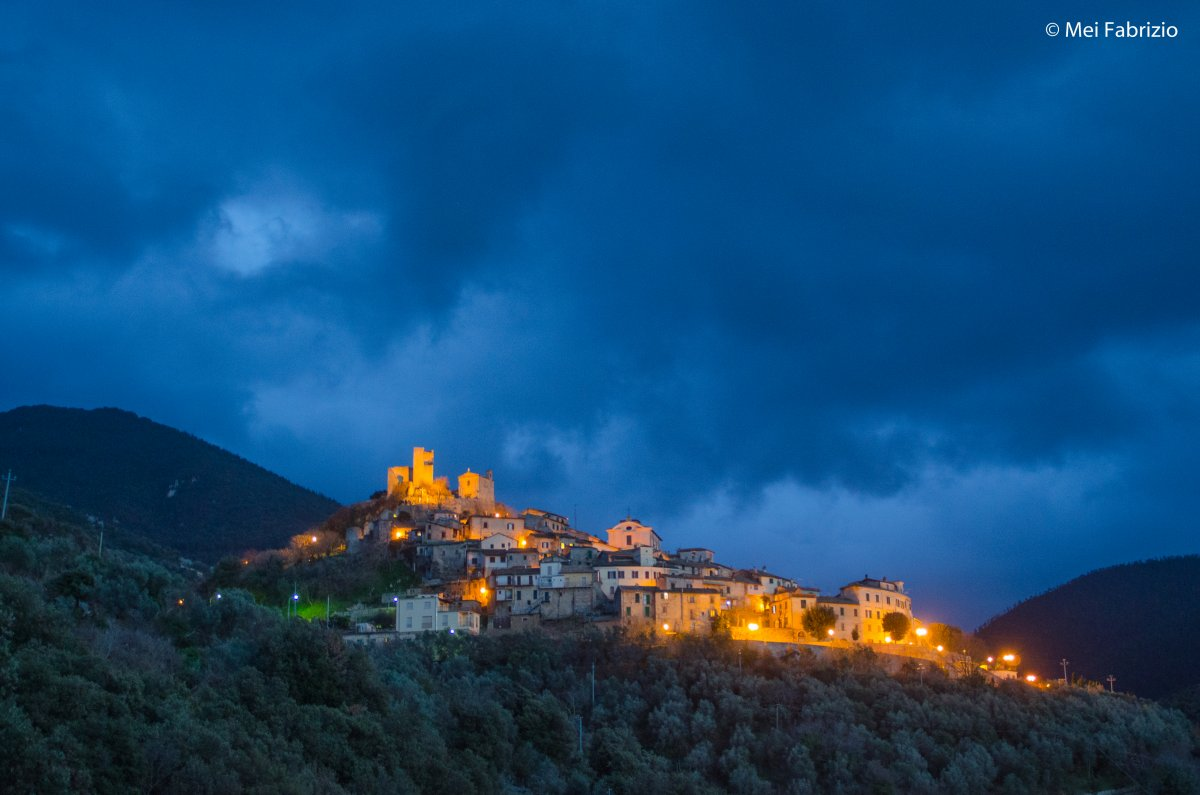
Roccantica